# Dikasterium pro službu milosrdenství
Dikasterium pro charitativní službu neboli úřad apoštolského almužníka (Dicasterium ad caritatem fovendam seu Eleemosynaria Apostolica) je jedním z šestnácti dikasterií Římské kurie. Jeho úkolem je pomáhat chudým jménem papeže, jak to definuje papežská konstituce Praedicate Evangelium: „Jde o zvláštní vyjádření milosrdenství a vycházejíce z volby pro chudé, zranitelné a vyloučené, vykonává v jakékoli části světa dílo podpory a pomoci vůči nim ve jménu římského velekněze, který v případech mimořádné bdy nebo jiné nutnosti osobně rozhoduje o poskytované pomoci.“

## Historie úřadu
Již od prvních staletí církve pověřoval římský biskup jáhny své diecéze, aby se starali o chudé. O papežském almužníkovi mluví již papež Inocenc III., úřad oficiálně zřídil Řehoř X. Papež Lev XIII. delegoval na almužníka fakulty pro udílené papežského požehnání ve formě pergamenové listiny, kterou – za podmínky příspěvku na papežovu dobročinnost – tento úředník udílí dodnes. Až do reformy v roce 2022 byl úřad apoštolského almužníka (Elemosineria Apostolica, česky Úřad apoštolské charity) institucí Svatého stolce, která nebyla součástí Římské kurie, ale patřila mezi instituce spojené se Svatým Stolcem). Almužník Jeho Svatosti měl hodnost arcibiskupa a byl součástí tzv. papežské rodiny, proto se mohl účastnit bohoslužeb a oficiálních audiencí papeže.
Papež František apoštolskou konstitucí Praedicate Evangelium k 5. červnu 2022 změnil název této organizace na aktuální, učinil z ní dikasterium římské kurie a postavil do jejího čela kardinála.